# NGC 2986
NGC 2986 (другие обозначения — ESO 566-5, MCG -3-25-19, UGCA 178, PGC 27885) — эллиптическая галактика (E2) в созвездии Гидры. Открыта Уильямом Гершелем в 1785 году.
Галактика считалась содержащей ультраяркий рентгеновский источник, но в действительности выяснилось, что на её фоне расположена звезда класса M2, удалённая на 283 парсека от Земли.
Этот объект входит в число перечисленных в оригинальной редакции «Нового общего каталога».
В галактике вспыхнула сверхновая SN 1999gh типа Ia, её пиковая видимая звездная величина составила 14,6. По одним данным, положение сверхновой совпадает с положением звёздного скопления в галактике, по другим — скопление в том месте отсутствует.